# Фонтен на Саони
Фонтен на Саони (фр. Fontaines-sur-Saône) је насељено место у Француској у региону Рона-Алпи, у департману Рона.
По подацима из 2009. године број становника у месту је био 6.303, а густина насељености је износила 2,717 становника/км².

## Демографија
| 1962. | 1968. | 1975. | 1982. | 1990. | 2011. |
| ----- | ----- | ----- | ----- | ----- | ----- |
| 3.628 | 5.313 | 6.276 | 7.062 | 6.760 | 6.294 |